# Baye de Montreux
La Baye de Montreux est une rivière du canton de Vaud en Suisse entièrement située sur la commune de Montreux, affluent du Rhône et confluant dans le lac Léman à Montreux.

## Géographie
Elle a sa source à 1 623 m d'altitude dans les Préalpes vaudoises dans la région du Molard, du col de Soladier et de la Cape au Moine[réf. nécessaire].
Depuis sa source, la rivière coule vers le sud le long du vallon de l'Assajor. Dans la forêt du jour, elle passe sous la ligne du chemin de fer Montreux - Oberland Bernois à la hauteur de la halte de Jor. Elle coule alors en direction de l'ouest, puis du sud-ouest. À 900 m d'altitude, elle est rejointe par le ruisseau de la Bergière au lieu-dit Pont Bridel. À 665 m d'altitude, elle est rejoint par le ruisseau des Vaunaises, toujours sur sa rive gauche. La rivière entre alors dans la gorge du Chauderon avant de passer sous l'autoroute A9 puis entre dans la ville de Montreux. Finalement, elle passe sous la ligne du Simplon avant de se jeter dans le lac Léman[réf. nécessaire]. 
La Baye de Montreux a un cours d'une longueur de 9,98 km. La rivière a un caractère torrentiel et la surface totale de son bassin est de 39,2 km2[réf. nécessaire].

## Histoire
À cause de son régime torrentiel et du fait qu'elle coule dans le centre-ville de Montreux, la Baye de Montreux a provoqué à plusieurs reprises d'importants dégâts matériels, notamment en 1917 ainsi que dix ans plus tard le 2 août 1927 où elle charrie un volume de matériaux divers compris entre 50 000 et 70 000 m3. Plusieurs ponts et blocs de pierres ont été emportés. Ces dégâts entraînent la municipalité de Montreux à canaliser la rivière dans sa partie urbaine durant les années 1930. Le 8 juillet 2014, la rivière tire une grande quantité de boues à la suite de fortes précipitations, mais les dégâts sont évités grâce aux travaux de canalisation.
La rivière sert aussi de force motrice pour produire de l'électricité. En 1888 elle fait tourner les alternateurs qui permettent de faire circuler le tout premier tramway électrique de Suisse (et deuxième en Europe), circulant sur la ligne Montreux − Chillon.

## Faune
La truite Fario ainsi que la truite arc-en-ciel sont présentes dans la Baye de Montreux. En 2012, l'inspection de la pêche du canton de Vaud en relève la capture de respectivement 46 et 1 individus.